# Running with the Wolves (singolo)
Running with the Wolves è un singolo della cantante norvegese Aurora, il secondo estratto dall'omonimo EP di debutto e pubblicato il 10 giugno 2015.
Della canzone è stato fatto un arrangiamento da parte del compositore francese Bruno Coulais per il film Wolfwalkers - Il popolo dei lupi.

## Tracce
1. Running with the Wolves – 3:12 (Aurora Aksnes, Michelle Leonard, Nicolas Rebscher)

## Classifiche

### Classifiche settimanali
| Classifica (2015) | Posizione massima |
| ----------------- | ----------------- |
| Germania          | 72                |